# Drosophila unipunctata
Drosophila unipunctata är en tvåvingeart som beskrevs av Patterson 1943. Drosophila unipunctata ingår i släktet Drosophila och familjen daggflugor.
Artens utbredningsområde är Mexiko.